# Jiří Mašek
Jiří Mašek (* 5. Oktober 1978 in Mladá Boleslav) ist ein tschechischer Fußballspieler.
Er begann seine Fußballerkarriere in der Jugendmannschaft seines Heimatklubs bei FK Mladá Boleslav. Seine weiteren Stationen in Tschechien waren der FK Jablonec 97 und FK Teplice. Anfang 2006 wechselte er zum türkischen Verein Malatyaspor in die Süper Lig. Am Ende der Spielzeit wechselte er zur Spielsaison 2006/07 zum FC Wacker Tirol in die österreichische Bundesliga.
Zur Saison 2007/08 wurde er an den türkischen Verein MKE Ankaragücü ausgeliehen, wobei sich der Transfer hinzog und es zu Schwierigkeiten zwischen den beiden Vereinen kam. Mašek ging schließlich in die Gambrinus Liga zum FK Mladá Boleslav, vom tschechischen Fußballverband bekam er trotz des nicht gelösten Transferstreits eine Spielerlaubnis.
Im Juni 2008 wechselte Mašek zum slowakischen Erstligisten MFK Ružomberok. Im Sommer 2009 wechselte der Stürmer zum zyprischen Erstliga-Aufsteiger Nea Salamis Famagusta.